# Цілюща отрута
«Цілюща отрута» (англ. Unsilent Spring) — науково-фантастичне оповідання Кліффорда Сімака, вперше опубліковане журналом «Stellar #2» 1976 року.

## Сюжет
Сільський лікар виявляє, що недавно заборонений ДДТ встиг поміняти метаболізм його пацієнтів — сільських жителів.
Тепер без вживання ДДТ, ці незворотні зміни погіршують працездатність.
Лікар вирішує зібрати доступні йому залишки ДДТ, щоб лікувати своїх пацієнтів, допоки не вигадає кращого лікування.